# Sepp Lichtenegger
Josef „Sepp“ Lichtenegger (* 28. Februar 1938 in Bad Goisern) ist ein ehemaliger österreichischer Skispringer.

## Werdegang
Lichtenegger nahm ab 1966 jährlich an der Vierschanzentournee teil. In den ersten Jahren sprang er jedoch nur auf Plätze im Mittelfeld und konnte sich in der Gesamtwertung nicht qualifizieren. Trotz dessen gehörte er zum österreichischen Kader für die Olympischen Winterspiele 1964 in Innsbruck und sprang dort von der Normalschanze auf den 11. und von der Großschanze auf den 43. Platz. Im Januar 1965 konnte er mit einem 8. Platz in Garmisch-Partenkirchen und einem 9. Platz in Bischofshofen erstmals unter die besten zehn springen. Zur Vierschanzentournee 1966/67 gelang ihm in beiden Springen in Bischofshofen und Innsbruck mit dem 3. Platz der Sprung aufs Podium. Die Tournee beendete er am Ende hinter dem Norweger Bjørn Wirkola auf dem 2. Platz. Ein Jahr später gehörte er erneut zum Kader für die Olympischen Winterspiele 1968 in Grenoble. Dabei sprang der mittlerweile 30-Jährige von der Normalschanze auf den 29. und von der Großschanze auf den 28. Platz. Die Vierschanzentournee 1968/69 beendete er noch einmal auf dem 12. Rang in der Tourneewertung, bevor er nach zwei weiteren erfolglosen Tourneen 1971 seine aktive Karriere im Alter von 34 Jahren beendete.
Nach seiner aktiven Karriere arbeitete Lichtenegger als Skisprungtrainer und -lehrer unter anderem in seiner Heimatstadt Bad Goisern.  

## Sonstige Erfolge
- Rang 2 bei den österreichischen Meisterschaften in Feldkirchen in Kärnten am 23. Februar 1964[3]

- Österreichischer Meister am 13. Februar 1966 in Villach[4] und am 7. Februar 1970 auf der Bildsteinschanze in Bad Aussee[5]
- Sieg auf der 70-m-Schanze beim „Fred-Harris“-Skispringen in Brattleboro (USA) am 21. Februar 1966[6]

## Persönliches
Er ist der Großvater der Ö3-Moderatorin Elke Rock.